# 攻殻機動隊 STAND ALONE COMPLEX
『攻殻機動隊 STAND ALONE COMPLEX』（こうかくきどうたい スタンドアローンコンプレックス）は、士郎正宗原作のSF・テレビアニメ。「攻殻機動隊 S.A.C.」「攻殻S.A.C.」「攻殻S」などと略称されることもある（S.A.C.の部分は一般的にエスエーシー、またはサックと読まれる）。
本作は2002年にスカパーのパーフェクト・チョイスにて初めて放送された。アニメ作品として以降シリーズ化されている（詳細は後述）。なお、本項では続編シリーズの内容についても一部触れている。
第2話の「暴走の証明 TESTATION」が「平成14年度文化庁メディア芸術祭アニメーション部門優秀賞」、そして『攻殻機動隊 STAND ALONE COMPLEX』シリーズ全体が「東京アニメアワード2003 公募・アニメ作品部門優秀作品賞」をそれぞれ受賞している。また、2007年、文化庁メディア芸術祭10周年を記念し実施された「日本のメディア芸術100選」では、アニメ部門第7位に選出された。
本作シリーズを160分にまとめた総集編『攻殻機動隊STAND ALONE COMPLEX The Laughing Man』も制作されている。
本作の続編となる『S.A.C. 2nd GIG』も製作され、DVD/ビデオ累計出荷本数は、合わせて230万枚/本以上に及んでいる。
全米CATVの視聴率1位を記録するなど、海外でも人気が高い。

## 概要
原作漫画『攻殻機動隊』や押井守による映画『GHOST IN THE SHELL / 攻殻機動隊』とは、時代設定や主人公草薙素子を含む登場キャラクターの設定、ストーリーを始め多くの相違点があり、本作は第三の「攻殻機動隊」とも言われる。
原作や映画版では「人形遣い」を中心に話が進行するが、本作品では「もし草薙素子が人形遣いと出会わず、公安9課に残っていたら」という前提に立ったパラレルワールドとして物語が展開される。一連のS.A.C.シリーズにおけるストーリーは完全オリジナルだが、原作や映画版に対するオマージュが随所に見られる。また「電脳化・義体化社会における人間の定義」という原作のテーマよりも、近未来を舞台に現代社会にも通じる社会問題を主題としている。
本作品では公安9課自体が主人公といえる観点でストーリーが進んでいく。そのため、劇場版では顔さえ見られなかった課員の活躍も見ることができる。
監督には押井塾出身の神山健治。アニメーション制作は映画版同様、Production I.G。音楽には菅野よう子。そして原作者である士郎正宗もプロットを書き起こし、タチコマのデザインを行っている。
本作品は全26話で基本的に1話完結方式だが、「笑い男事件」と呼ばれる劇場型犯罪を中心にした話があり、一話完結の話を『a stand alone episode』、「笑い男事件」関連の話を『complex episodes』と分け、その話がどちらに分けられるのかは各話のサブタイトル画面の背景色（1話完結は緑、笑い男関連は青という具合）で判別できるようになっている。また、サブタイトル画面の左下に、アバンタイトルのあらすじが英語にてスクロールされている。
全米では初回視聴率が全商業ケーブルTVを対象にした個人視聴率、男性視聴率の12歳から17歳、12歳から24歳、12歳から34歳、18歳から24歳の全ての部門でトップであった。
2005年には「笑い男事件」を描いたエピソードを160分にまとめた『攻殻機動隊STAND ALONE COMPLEX The Laughing Man』が制作され、DVDでリリースされた。
なお、OPを歌っていたOrigaが2015年初頭に病死した事に伴い、同年のテレ玉での再放送ではOPないしは本編Aパート冒頭に彼女の死を悼む弔文がテロップとしてオーバーラップされている回がある。

### S.A.C.シリーズ（続編）
『攻殻機動隊 STAND ALONE COMPLEX』（S.A.C.）シリーズとして現在、3作品制作されている。2004年にはシリーズ第2弾『攻殻機動隊 S.A.C. 2nd GIG』が全26話のテレビアニメ（第2シリーズ）作品として、2006年にはシリーズ第3弾『攻殻機動隊 STAND ALONE COMPLEX Solid State Society』がPPVおよびOVAの長編アニメ作品（約105分）として制作された。
さらに2011年には第3作を3D立体視アニメーション化した『攻殻機動隊 S.A.C. SOLID STATE SOCIETY 3D』が劇場公開。観客が電脳化体験できる新感覚3D立体視作品として全カットフルグレーディングし、オープニングは完全新作作画である。タイトルデザインも本作（第1シリーズ）を踏襲したものに変更され、大文字表記となっている。
なお、2020年には攻殻機動隊S.A.C.シリーズの新作アニメ『攻殻機動隊 SAC 2045』（シリーズ初のフル3DCGアニメーション）がNetflixで全世界独占配信された。タイトルに“SAC”が入っており、監督の一人には本シリーズの神山健治が名を連ねている。

## あらすじ
西暦2030年、電脳化が一般化され情報ネットワークが高度化する中で、光や電子として駆け巡る意思を一方向に集中させたとしても、「孤人」が複合体（コンプレックス）としての「個」となるまでには情報化されていない時代。複雑化する犯罪に対抗するため、内務省直属の独立防諜部隊として設立された「公安9課」（通称「攻殻機動隊」）の活躍を描く。
以下では「笑い男事件」に関連したComplex（複合）エピソードについて解説する（サブタイトルは略）。

### 総監暗殺予告
ある夜、トグサは旧友の刑事・山口から警察内部の不穏な動きについて相談したいと連絡を受ける。だが、山口はそのまま謎の妨害によって自動車事故という形で暗殺される。公には事故死となった中、不審を抱いたトグサは、荒巻の了解を得つつ、山口が自分に託した数枚の写真を手がかりに捜査を始める。山口は6年前に起こった連続企業脅迫事件、通称「笑い男事件」の特捜部に所属しており、9課もまた改めてこの事件に着目する。やがて、笑い男事件の被害者でもあったセラノゲノミクス社（セラノ）が製造した視聴覚素子「インターセプター」が警察上層部に不正利用され、「笑い男事件」特捜部の刑事たちに極秘に埋め込まれていたことをトグサが突き止める。すべては警察上層部とセラノの利益供与の癒着が関係していた。9課の働きでシラを切れないと判断した大堂警視総監ら上層部は特捜部の長であった丹生に責任を被せ、記者会見を開く。ところが、その現場を6年ぶりに現れた「笑い男」がハッキングし、大堂の暗殺を予告する（「視覚素子は笑う」）。
荒巻は今回の殺害予告をインターセプター不正使用事件を世間の目から逸らすための警察による自作自演だと疑う。ひとまず、9課の方針として「笑い男」の容疑者として急浮上し、特捜部がマークするナナオ・Aの身辺調査が命じられる。一方、草薙は改めて6年前の笑い男事件を振りかえる。最初はセラノ社の社長、瀬良野の多額の身代金目的の誘拐事件から始まっており、その後、複数の企業に対する大々的な脅迫が行われ、犯人は多額の身代金を得たというものであった。犯人は間違いなく超特A級のハッカーにも関わらず、最初の瀬良野氏誘拐のアナクロさに引っかかりを感じた草薙は、警視総監の護衛につくことを決める（「マネキドリは謡う」）。
笑い男が総監暗殺を予告した当日。ナナオ・Aは自らが製造した遅効性ウィルスを総監のSPに感染させることによって暗殺を企む。土壇場で草薙によって暗殺は妨害されるも、そこから次々と自らを「笑い男」と名乗る男たちが大堂の命を狙い始める。銃撃で重傷を負うも何とか大堂は助かるが、有力容疑者であるナナオ・Aは既に何者かに射殺されていた。また逮捕された複数の犯人達はナナオ・Aのウィルスとは無関係であり、それぞれが、それぞれの意思に基づいて独自に犯行に及んでいた。ナナオ・A含め、この中に本物の笑い男がいるとは思えず、彼の模倣者ばかりの中、事件の謎は深まる（「模倣者は踊る」）。

### 笑い男事件
世間では復活した笑い男について盛り上がっていた。草薙は、情報収集のため笑い男フリークが集うチャットルーム「LAUGHINGMAN ROOM」に参加する。様々な参加者がそれぞれの見解を語る中、その一人ベビー・ルースは最初の瀬良野氏誘拐には正義感が見えるが、その後の企業脅迫にはそれが無く、また、今回の総監暗殺予告は最初の事件に似ていると指摘する。さらにルースは、実はナナオ・Aの登録サーバーにハッキングしており、そこには遅効性ウィルスを使った企業脅迫の緻密な計画はあったが、総監暗殺計画は無かったという。ルースは瀬良野氏誘拐と総監暗殺予告こそ本物の笑い男で、それ以外は（荒巻が予想したように）警察の仕込みであり、ナナオ・Aもその手駒だったのではないかと推測する。最後、草薙はルースの見解を引き継ぐ形で、瀬良野氏誘拐と総監暗殺予告は超特A級のハッキング能力を持つ同一人物の仕業で他は模倣犯に過ぎないと総括する。と、そこで草薙はチャットルームの主催者であるオンバに意識を別空間に飛ばされ、そこで笑い男本人と思われる人物とネット上で出くわすが、そのまま接続が切れてしまい手がかりを失う（「ネットの闇に棲む男」）。
厚生労働省に大規模なハッキングが行われ、機密性の高い情報が盗まれる事件が起こる。調査の結果、ハッキング元は電脳不適応児を集めた授産施設であり、被害を受けたはずの厚生労働省の態度もおかしい。そこで荒巻はトグサに授産施設への単独での潜入捜査を命じる。独特で奇妙な施設に戸惑うトグサは、自閉した車椅子の青年アオイの面倒を任される。そのアオイのルームメイトの少年・黒羽とオンバは、授産施設の皆が尊敬するという団長の話をするなど、トグサは興味を惹かれる（また、視聴者にはオンバが、声や口調から「ネットの闇に棲む男」のチャットルームの主催者・オンバと同一人物だとわかる）。トグサは、J.D.サリンジャーの『ライ麦畑でつかまえて』の一節を見つけ、これが笑い男に関係する可能性に気づく。結局、所長に正体がバレ、トグサの内偵は失敗に終わるものの、視聴者には実はアオイこそ笑い男本人かつ、黒羽たちが話す団長の正体であり、授産施設に潜入して何らかの目的のために活動していたことが明かされる（「亜成虫の森で」）。

### 村井ワクチンをめぐる陰謀
笑い男の狙いが厚生労働省の何らかの情報にあると睨む公安9課であったが捜査は行き詰まっていた。トグサは笑い男の狙いは紙媒体情報ではないかと疑い、膨大な紙資料の中から「村井ワクチン接種者リスト」が無くなっていることを突き止める。村井ワクチンは不治の病である電脳硬化症の特効薬で、薬効は認められるも、様々な利権が絡み、当時の審議会によって不認可となった代物であった。ところが密かに特定の人間に対して有償実験薬という名目で投与が認められており、無くなっていたのはその接種者のリストであった。トグサは村井ワクチンの情報開示と認可活動を行う民間団体「ひまわりの会」に話を聞きに行くと、当時、村井ワクチンに不認可を出した審議会理事長の今来栖から、会に接種者リストが送られてきたことを明かされる（また、接種者リストの中に今来栖の名もある）。ところが、そこに厚生労働省配下の安岡率いる実働部隊マトリが襲撃を掛け、会員は皆殺しの上で資料は奪われ、トグサもまたかろうじて脱出するも重傷を負う（「消された薬」）。
意識不明に陥ったトグサの記憶から村井ワクチンや今来栖、マトリ及び厚生労働省の暗躍を知った公安9課は事態究明のため、今来栖の行方を追う。一方、マトリにひまわりの会の殲滅を命じた厚生労働省医薬局長の新見は、旧知の今来栖の裏切りに業を煮やし、マトリに彼の行方を追わせる。実は今来栖は笑い男の脅迫を受けており、彼の目的は、かつての瀬良野氏誘拐も含め村井ワクチンが不当に不認可にされた真相を世間に暴露させることであった。今来栖の居場所を知った9課とマトリ双方の激しい身柄争奪戦が始まり、草薙とバトーはマトリの課員達を排除していく。任務を達成したかと思いきや、今来栖は別の暗殺者によって狙撃され殺されてしまう。しかし、その場には笑い男も来ており、接種者リストの原本をバトーに託して姿を消す（「置き去りの軌跡」）。
新見は配下の実働部隊に公安9課の排除を命じ抵抗を試みるが、今来栖殺害の一件などで荒巻は速やかに新見の逮捕権を取り、身柄を拘束する（ただし、その後、新見は電脳自殺を図り証人資格を喪失する）。その帰路、元首相の神崎が偶然を装って現れ、借りを返す（第19話「偽装網に抱かれて」にて荒巻の進言によって娘を助けられる）として新見の背後には連合与党幹事長の薬島がいること、彼は海上自衛軍に人脈を持ち、危険であることを密かに伝える。本部に帰ってきた荒巻であったが、そこで雑誌記者の取材より、行方不明となっていた実の兄がスラム街にて麻薬密売の容疑で逮捕されたことを知る。兄の足跡を追ってスラム街にやってきた荒巻は兄に助けられたという2人のホームレスから、麻薬取引がでっち上げであることや、その映像証拠などを教えられるが、彼らこそ新見の部下達であり、荒巻を罠に嵌めようとする。一方の草薙も、前回の騒動で破壊された義体の換装の隙を狙われ危機に陥る。荒巻はバトーの機転で救出され、草薙もまた笑い男によって助けられる。笑い男はその見返りとして、もはや自分一人ではどうしようもなく、これから自分が起こすことを黙認して欲しいと言う（「疑獄」）。
元海上幕僚長で、政界に転出後は厚生労働省の族議員として力を握った薬島が、すべての黒幕と睨む9課であったが、彼を追い込める材料が無かった。そこで今回の一連の出来事に関係しているセラノの社長で、現在は護衛という目的で警察に監視・軟禁されている瀬良野に着目する。しかし、バトーらが到着するより早く、瀬良野は笑い男によって密かに拉致されてしまう。瀬良野と笑い男は6年前の出来事について懐かしみながら話合い、その中で、実は企業脅迫事件によって薬島が身代金と政府支給金の全額を懐に入れていたことが発覚する。自分が薬島に騙されていたことを知った瀬良野は今度こそ、真相を世間に公表することを笑い男に約束する。その後、現場から立ち去る笑い男の前にバトーが立ちふさがるが、実は笑い男は草薙の変装であり、すべては今回の事件の裏を取るための策謀であった（「善悪の彼岸」）。

### 公安9課解体
薬島を追い詰める証拠を集めた9課であったが、薬島が先手を打ち、公安9課の存在を世間に明らかにした上に、笑い男事件の犯人だと濡れ衣を着せる。政府は特殊部隊規制法案を通し、9課を解体しようとする。荒巻は首相に直談判し、薬島の不正の証拠を提出するも、首相はきたる衆院選への影響を考え、今、薬島を逮捕することはできず、また9課の解体は回避できないと答える（ただし、事態収束後の再建は約束する）。荒巻は草薙に「死ぬな、必ず生き延びろ」と命令する。トグサは途中で公安に逮捕され、他の主要メンバー達は本部に集まる。一方、既に海上自衛軍の特殊部隊「海坊主」が動いており、特殊部隊規制法案に基づき、9課を武力排除しようとしていた。海坊主による本部襲撃に対し、時間稼ぎを行った後、草薙らは生き延びることを最優先に、それぞれ脱出して別れる。しかし、敵の手は早く、ボーマとパズはすぐに捕まってしまう（「孤城落日」）。
荒巻は法務大臣に薬島の不正の証拠を託すなど、独自の動きを見せる。一方、海坊主はサイトーとイシカワも逮捕する。バトーは草薙のために、彼女がセーフハウスに忘れた腕時計を取りに向かうが、そこも既に海坊主によってカバーされていた。バトーは海坊主らの襲撃を受け上手く出し抜いて彼らを返り討ちにするも、残り1体の強化スーツに敗れ殺されそうになる。そこに民間に払い下げられるなどして残ったタチコマ3体が救援に現れ、バトーを助け、最期は自らを身代わりとして強化スーツを破壊する。感傷に浸るバトーの下に草薙が現れ、2人は彼女の別のセーフハウスに行く。翌朝、飛行機で脱出を図る2人であったが、既に所在は海坊主にバレており、草薙はライフル狙撃によって頭部を破壊され、バトーは叫ぶ（「硝煙弾雨」）。
一連の出来事から3ヶ月後。釈放されていたトグサは、他の仲間達の行方もわからず、行き場のない怒りに悶々とした生活を送っていた。世間では9課のクーデター計画が発覚して鎮圧されたことになっており、また、薬島は捜査の手が及ぶも、それはマスメディアと検察の功績になっていた。逮捕されても薬島は逃げ切るかもしれないと考え、ついにトグサは笑い男の模倣犯として自ら薬島を襲撃しようとする。と、そこにバトーが現れ、トグサを止める。バトーはトグサを連れ、全員無事な他の仲間達の元に連れていく。すべては荒巻の筋書きであり、どのみち世間に知られてしまった9課では今後の活動は難しく、再び秘密機関として結成し直す必要があったために、あえて首相の9課解体の命令に乗ったのであった。草薙もまた狙撃されたのはリモート操作の素体であり、生きていた。
草薙は、現実世界において本当の笑い男ことアオイに会いに行く。図書館にて草薙とアオイは会話をし、今回の出来事を総括する。情報の並列化がもたらす、オリジナル無き後に模倣者が続出した今回の出来事を何と命名するかのアオイの問いに、草薙は「スタンド・アローン・コンプレックス」と答える。と、同時に個性を得たタチコマ達を踏まえ、好奇心がその解決の糸口になるかもしれないとする。そこに荒巻が現れ、アオイを9課の9人目のメンバーにスカウトしようとするが、アオイは誘いを断り、草薙と荒巻は図書館を後にする（「公安9課、再び」）。
復活した9課が前と同じように事件捜査にあたるシーンで物語は終わる。

## スタッフ
- 原作 - 士郎正宗
- 企画 - 石川光久、渡辺繁
- 監督、シリーズ構成 - 神山健治
- キャラクターデザイン - 下村一
- メカニックデザイン - 寺岡賢司、常木志伸
- 美術監督 - 竹田悠介
- 美術設定 - 加藤浩
- 色彩設定 - 片山由美子
- 特殊効果 - 村上正博
- 撮影監督 - 田中宏侍
- 3D監督 - 遠藤誠
- 編集 - 植松淳一
- 音響監督 - 若林和弘
- 音楽 - 菅野よう子
- 音楽プロデューサー - 太田敏明
- 音楽ディレクター - 石川吉元
- 音楽制作 - ビクターエンタテインメント
- プロデューサー - 松家雄一郎、杉田敦
- 制作 - Production I.G
- 製作 - 攻殻機動隊製作委員会（Production I.G、バンダイビジュアル、BANDAI ENTERTAINMENT INC.、電通、日本テレビ、徳間書店、ビクターエンタテインメント、MANGA ENTERTAINMENT INC.）

## 主題歌

### オープニングテーマ
「inner universe」
作詞 - Origa、Shanti Snyder / 作曲・編曲 - 菅野よう子 / 歌 - Origa
「GET9」
作詞 - Tim Jensen / 作曲・編曲 - 菅野よう子 / 歌 - jillmax
- 地上波放送時

### エンディングテーマ
「lithium flower」
作詞 - Tim Jensen / 作曲・編曲 - 菅野よう子 / 歌 - Scott Matthew
「I do」
作詞・歌 - Ilaria Graziano / 作曲・編曲 - 菅野よう子
- 地上波放送時

※もともとは「攻殻機動隊 S.A.C. 2nd GIG」中の挿入曲であった。

## エピソード
SA: Stand Alone（独立）エピソード　 C: Complex（複合）エピソード
| #  | タイトル 英題（英語版参照）                                                                               | 脚本     | 絵コンテ   | 演出       | 作画監督                   |
| -- | --- | -------- | ---------- | ---------- | -------------------------- |
| 1  | 公安9課 SECTION-9 SA: Public Security Section 9 – SECTION-9                                               | 神山健治 | 神山健治   | 河野利幸   | 後藤隆幸                   |
| 2  | 暴走の証明 TESTATION SA: Runaway Evidence – TESTATION                                                     | 藤咲淳一 | 河野利幸   | 河野利幸   | 浅野恭司 玄馬宣彦（メカ）  |
| 3  | ささやかな反乱 ANDROID AND I SA: A Modest Rebellion – ANDROID AND I                                       | 櫻井圭記 | 吉原正行   | 吉原正行   | 植村淳                     |
| 4  | 視覚素子は笑う INTERCEPTER C: The Visual Device will Laugh – INTERCEPTER                                  | 菅正太郎 | 神山健治   | 山本秀世   | 山口賢一 後藤隆幸 玄馬宣彦 |
| 5  | マネキドリは謡う DECOY C: The Inviting Bird will Chant – DECOY                                            | 藤咲淳一 | 中村隆太郎 | 中村隆太郎 | 須賀重行 川原智弘（メカ）  |
| 6  | 模倣者は踊る MEME C: The Copycat will Dance – MEME                                                        | 藤咲淳一 | 橘正紀     | 橘正紀     | 後藤隆幸                   |
| 7  | 偶像崇拝 IDOLATER SA: Idolatry – IDOLATOR                                                                 | 藤咲淳一 | 若林厚史   | 若林厚史   | 佐藤雅弘                   |
| 8  | 恵まれし者たち MISSING HEARTS SA: The Fortunate Ones – MISSING HEARTS                                     | 櫻井圭記 | 川崎逸朗   | 布施木一喜 | 新野量太 玄馬宣彦（メカ）  |
| 9  | ネットの闇に棲む男 CHAT! CHAT! CHAT! C: The Man Who Dwells in the Shadows of the Net – CHAT! CHAT! CHAT!  | 佐藤大   | 神山健治   | 橘正紀     | 浅野恭司                   |
| 10 | 密林航路にうってつけの日 JUNGLE CRUISE SA: A Perfect Day for a Jungle Cruise – JUNGLE CRUISE              | 佐藤大   | 松本淳     | 松本淳     | 前田明寿                   |
| 11 | 亜成虫の森で PORTRAITZ C: In the Forest of Pupae – PORTRAITZ                                              | 櫻井圭記 | 河野利幸   | 河野利幸   | 後藤隆幸                   |
| 12 | タチコマの家出 映画監督の夢 ESCAPE FROM SA: Tachikoma Runs Away; The Movie Director's Dream – ESCAPE FROM | 櫻井圭記 | 吉原正行   | 吉原正行   | 海谷敏久 樋口香里          |
| 13 | ≠テロリスト NOT EQUAL SA: Unequal Terrorist – NOT EQUAL                                                   | 菅正太郎 | 布施木一喜 | 布施木一喜 | 後藤隆幸                   |
| 14 | 全自動資本主義 ¥€$ SA: Automated Capitalism – ¥€$                                                         | 神山健治 | 山本秀世   | 山本秀世   | 丸山宏一                   |
| 15 | 機械たちの時間 MACHINES DESIRANTES SA: Time of the Machines – MACHINES DÉSIRANTES                         | 櫻井圭記 | 竹下健一   | 竹下健一   | 新野量太 玄馬宣彦（メカ）  |
| 16 | 心の隙間 Ag2O SA: Chinks in the Armor of the Heart – Ag2O                                                 | 寺戸信寿 | 神山健治   | 橘正紀     | 浅野恭司 玄馬宣彦（メカ）  |
| 17 | 未完成ラブロマンスの真相 ANGELS' SHARE SA: The True Reason For The Unfinished Love Affair – ANGELS' SHARE | 櫻井圭記 | 小倉陳利   | 下司泰弘   | 中村悟                     |
| 18 | 暗殺の二重奏 LOST HERITAGE SA: Assassination Duet – LOST HERITAGE                                         | 藤咲淳一 | 吉原正行   | 吉原正行   | 丸山宏一                   |
| 19 | 偽装網に抱かれて CAPTIVATED SA: Embraced by a Disguised Net – CAPTIVATED                                  | 菅正太郎 | 安藤真裕   | 大原実     | 木﨑文智                   |
| 20 | 消された薬 RE-VIEW C: Vanished Medication – RE-VIEW                                                       | 佐藤大   | 松本淳     | 河野利幸   | 浅野恭司                   |
| 21 | 置き去りの軌跡 ERASER C: Left-Behind Trace – ERASER                                                       | 佐藤大   | 河野利幸   | 竹下健一   | 新野量太 玄馬宣彦（メカ）  |
| 22 | 疑獄 SCANDAL C: Corporate Graft – SCANDAL                                                                 | 藤咲淳一 | 橘正紀     | 橘正紀     | 村田俊治                   |
| 23 | 善悪の彼岸 EQUINOX C: The Other Side of Good and Evil – EQUINOX                                           | 藤咲淳一 | 松本淳     | 松本淳     | 中村悟                     |
| 24 | 孤城落日 ANNIHILATION C: Sunset in the Lonely City – ANNIHILATION                                         | 櫻井圭記 | 橘正紀     | 下司泰弘   | 浅野恭司                   |
| 25 | 硝煙弾雨 BARRAGE C: Smoke of Gunpowder, Hail of Bullets – BARRAGE                                         | 櫻井圭記 | 布施木一喜 | 布施木一喜 | 後藤隆幸                   |
| 26 | 公安9課、再び STAND ALONE COMPLEX C: Public Security Section 9, Once Again – STAND ALONE COMPLEX          | 佐藤大   | 河野利幸   | 河野利幸   | 村田俊治                   |

## 放送局
| 放送局                     | 系列                            | 放送期間                       | 放送日時                             | 備考                                   |
| -------------------------- | ------------------------------- | ------------------------------ | ------------------------------------ | -------------------------------------- |
| パーフェクト・チョイス     | 衛星放送                        | 2002年10月1日 - 2003年11月30日 | PPVで1か月間各2話放送                |                                        |
| 日本テレビ                 | 日本テレビ系列                  | 2004年1月6日 - 6月8日          | 火曜 25:23 - 25:53                   | 製作委員会参加。4月より25:10 - 25:40。 |
| 福岡放送                   | 日本テレビ系列                  | 2004年1月12日 - 6月14日        | 月曜 25:28 - 25:58                   |                                        |
| 中京テレビ                 | 日本テレビ系列                  | 2004年1月15日 - 6月17日        | 木曜 26:28 - 26:58                   |                                        |
| よみうりテレビ             | 日本テレビ系列                  | 2004年1月19日 - 6月21日        | 月曜 26:18 - 26:48                   |                                        |
| 長崎国際テレビ             | 日本テレビ系列                  | 2004年1月19日 - 6月28日        | 月曜 25:23 - 25:53                   |                                        |
| ミヤギテレビ               | 日本テレビ系列                  | 2004年1月20日 - 6月22日        | 火曜 25:23 - 25:53                   |                                        |
| 福島中央テレビ             | 日本テレビ系列                  | 2004年1月30日 - 7月23日        | 金曜 25:28 - 25:58                   |                                        |
| 札幌テレビ                 | 日本テレビ系列                  | 2004年4月9日 - 2005年9月24日   | 月曜 25:15 - 25:45                   |                                        |
| 山梨放送                   | 日本テレビ系列                  | 2004年4月12日 - 2005年9月27日  | 火曜 25:40 - 26:10                   |                                        |
| 西日本放送                 | 日本テレビ系列                  | 2004年7月7日 - 12月15日        | 水曜 25:50 - 26:20                   |                                        |
| テレビ埼玉（テレ玉）       | 独立協 （首都圏トライアングル） | 2015年4月1日 - 10月7日         | 水曜 23:00 - 23:30 （3局同時ネット） |                                        |
| テレビ神奈川               | 独立協 （首都圏トライアングル） | 2015年4月1日 - 10月7日         | 水曜 23:00 - 23:30 （3局同時ネット） |                                        |
| 千葉テレビ放送（チバテレ） | 独立協 （首都圏トライアングル） | 2015年4月1日 - 10月7日         | 水曜 23:00 - 23:30 （3局同時ネット） |                                        |

| 日本テレビ 火曜25:23枠 | 日本テレビ 火曜25:23枠         | 日本テレビ 火曜25:23枠 |
| 前番組                 | 番組名                         | 次番組                 |
| ---------------------- | ------------------------------ | ---------------------- |
| -                      | 攻殻機動隊 STAND ALONE COMPLEX | お伽草子               |

- 2002年 - パーフェクト・チョイスで国内初放送。
- 2004年 - 日本テレビ系列数局で地上波放送。その際、内容的に地上波では放送できないと判断された3話分（第10話・第11話・第19話）は未放送となった。
- 2006年 - アニマックスで放送。
- 2007年3月26日 - NHK BS2の特番「『精霊の守り人』徹底研究」の中で、第2話が放送された。『精霊の守り人』シリーズは神山監督の「S.A.C」シリーズの次の作品である。
- 2011年3月7日〜11日 - WOWOWで全話放送。
- 2013年7月1日〜15日 - ファミリー劇場HDで全話放送。
- 2015年4月1日より、攻殻機動隊25周年企画として、首都圏トライアングル各局（テレビ神奈川、テレビ埼玉、千葉テレビ放送）にて23:00からの同時ネットで放送。
- 2025年5月2日より、YouTubeチャンネルにて毎週各話が配信[7]。

## リリース
- 攻殻機動隊 Stand Alone Complex（VHS・DVD共に全13巻）バンダイビジュアル 発売：2002年12月21日 - 2003年12月21日　
DVDの映像特典として、各話に対応し計26話からなる『タチコマな日々』収録。
- 攻殻機動隊 STAND ALONE COMPLEX Official Log 1（DVD）バンダイビジュアル 発売：2003年10月24日
本編ハイライト、デジタルアニメ・ＣＧメイキング、インタビュー映像＋アフレコ現場映像、特製本付き
- 攻殻機動隊 STAND ALONE COMPLEX Official Log 2（DVD）バンダイビジュアル 発売：2003年12月21日
予告編集、公安９課座談会（シナリオチームによる座談会を副音声で収録）、特製本付き
- 攻殻機動隊 STAND ALONE COMPLEX インターバル（DVD）バンダイビジュアル 発売：2004年2月25日
『攻殻機動隊 S.A.C. 2nd GIG』本編発売に先駆けて、新シリーズの映像も楽しめるプロモーションビデオ
- 攻殻機動隊 STAND ALONE COMPLEX the Laughing Man（DVD）バンダイビジュアル 発売：2005年9月23日 
第1シーズン全26話を2時間40分に濃縮した再編集版。
- 攻殻機動隊 STAND ALONE COMPLEX DVD-BOX（DVD）バンダイビジュアル 発売：2007年7月27日
第1シーズン 全26話収録。

- 攻殻機動隊 S.A.C. TRILOGY-BOX（Blu-ray）バンダイビジュアル 発売：2008年7月25日
「The Laughing Man」「Individual Eleven」「Solid State Society」を収録。

- 攻殻機動隊 Stand Alone Complex Blu-ray Disc BOX 1（Blu-ray）バンダイビジュアル 発売：2009年8月25日
第1シーズン 第1話-第13話を収録。
- 攻殻機動隊 Stand Alone Complex Blu-ray Disc BOX 2（Blu-ray）バンダイビジュアル 発売：2009年9月25日
第1シーズン 第14話-第26話を収録。
- 攻殻機動隊 Stand Alone Complex ２nd GIG　Blu-ray Disc BOX 1 （Blu-ray）[BCXA-0189]バンダイビジュアル 発売：2009年11月25日

　　　第2シーズン 第1話-第13話を収録。
- 攻殻機動隊 Stand Alone Complex ２nd GIG　Blu-ray Disc BOX 2 （Blu-ray）[BCXA-0190]バンダイビジュアル 発売：2009年12月22日

　　　第2シーズン 第14話-第26話を収録。
- 攻殻機動隊 STAND ALONE COMPLEX the Laughing Man（Blu-ray）バンダイビジュアル 発売：2010年12月22日

- 攻殻機動隊 STAND ALONE COMPLEX Blu-ray Disc BOX：SPECIAL EDITION（Blu-ray）バンダイビジュアル 発売：2013年9月25日
第1シーズン 全26話を収録。

- 攻殻機動隊 STAND ALONE COMPLEX Blu-ray Disc BOX：SPECIAL EDITION（Blu-ray）バンダイビジュアル 発売：2015年12月24日
第1シーズン 全26話を収録。2013年発売のBD-BOX特装版と同仕様。

## 他メディア展開等

### 書籍・雑誌（コミック）

#### 小説作品
小説版著作者の藤咲淳一は、アニメ本編の脚本にも参加している。
- 攻殻機動隊 STAND ALONE COMPLEX 虚夢回路 - ISBN 4-19-905145-7
- 攻殻機動隊 STAND ALONE COMPLEX 凍える機械 - 時代設定は攻殻機動隊 S.A.C. 2nd GIG。ISBN 4-19-905147-3
- 攻殻機動隊 STAND ALONE COMPLEX 眠り男の棺 - ISBN 4-19-905149-X

#### コミック版
『攻殻機動隊 STAND ALONE COMPLEX』は、衣谷遊によるコミカライズ作品。原作アニメシリーズの「Stand Alone（独立）エピソード」に準拠したストーリーで構成される。『週刊ヤングマガジン』（講談社）2010年第2号（2009年12月14日発売）から2010年第14号（2010年3月22日発売）まで連載し、第1部である「EPISODE1：SECTION9」を完結。掲載誌を『月刊ヤングマガジン』（講談社）へ移籍し、2010年第5号（2010年4月14日発売）から2013年第1号（2012年12月17日発売）まで連載し、「EPISODE2：TESTATION」から「EPISODE5：NOT EQUAL」までを完結。単行本は全5巻。
単行本一覧
衣谷遊『攻殻機動隊 STAND ALONE COMPLEX』講談社〈KCDX〉全5巻。
1. 2010年4月6日発売 ISBN 978-4-06-375893-1
2. 2010年11月5日発売 ISBN 978-4-06-375989-1
3. 2011年8月5日発売 ISBN 978-4-06-376099-6
4. 2012年3月6日発売 ISBN 978-4-06-376602-8
5. 2013年3月6日発売 ISBN 978-4-06-376775-9

『攻殻機動隊 STAND ALONE COMPLEX 〜The Laughing Man〜』は、衣谷遊によるコミカライズ作品。原作アニメシリーズの「Complex（複合）エピソード」＝「笑い男事件」に準拠したストーリーで構成される。『マンガボックス』（DeNA）にて第1号（2013年12月4日配信）から2016年第42号まで連載された。
単行本一覧
衣谷遊『攻殻機動隊 STAND ALONE COMPLEX 〜The Laughing Man〜』講談社〈KCDX〉全4巻。
1. 2014年6月20日発売 ISBN 978-4-06-376997-5
2. 2015年3月6日発売 ISBN 978-4-06-377118-3
3. 2015年12月4日発売 ISBN 978-4-06-377361-3
4. 2016年12月6日発売 ISBN 978-4-06-376997-5

『攻殻機動隊S.A.C タチコマなヒビ』は、漫画：山本マサユキ、プロット：櫻井圭記によるオリジナルストーリーのパロディ作品。

### ゲーム
- 『攻殻機動隊 STAND ALONE COMPLEX』（PS2、2004年3月発売）
- 『攻殻機動隊 STAND ALONE COMPLEX -狩人の領域-』（PSP、2005年9月発売）
- 『攻殻機動隊 STAND ALONE COMPLEX オンライン』（パソコン用オンラインFPS、2016年11月よりβ版サービス開始）

### パチンコ・パチスロ
- パチンコ：新世紀ぱちんこCR攻殻機動隊 STAND ALONE COMPLEX（2012年9月、オッケー.）（公式サイト）
京楽産業.とフィールズの合弁ブランド・オッケー.の、約7年ぶりとなる新作機種。
- パチスロ：パチスロ攻殻機動隊S.A.C.（2013年1月、サミー）